# Sainte-Marie-du-Bois (Manica)
Sainte-Marie-du-Bois è un comune francese di 60 abitanti situato nel dipartimento della Manica nella regione della Normandia.

## Società

### Evoluzione demografica
Abitanti censiti